# بيني سميث (مذيعة)
بيني سميث (بالإنجليزية: Penny Smith)‏ هي مذيعة بريطانية، ولدت في 21 سبتمبر 1956 في Eastwood, Nottinghamshire ‏ في المملكة المتحدة.

## وصلات خارجية
- الموقع الرسمي
- بيني سميث على موقع IMDb (الإنجليزية)
- بيني سميث على موقع ميوزك برينز (الإنجليزية)
- بيني سميث على موقع قاعدة بيانات الفيلم (الإنجليزية)